# Anastasia Botsjarova
Anastasia Nikolajevna Botsjarova (Russisch: Анастасия Николаевна Бочарова) (Apatity, 3 juni 1977) is een Russisch basketbalspeelster die uitkwam voor het team van Dinamo Koersk. 

## Carrière
Botsjarova speelde haar hele carrière voor Dinamo Koersk die begon in 2004. In 2012 won ze de EuroCup Women door in de finale Kayseri Kaski SK uit Turkije in twee wedstrijden te verslaan.
Botsjarova werkt nu als administrateur bij Dinamo Koersk.

## Erelijst
- EuroCup Women: 1
  - Winnaar: 2012